# غلمانسراي
غلمانسراي هي قرية في مقاطعة شبستر، إيران. عدد سكان هذه القرية هو 608 في سنة 2006.